# ريني هاريسون
ريني هاريسون (بالإنجليزية: Rennie Harrison)‏ (1897 في المملكة المتحدة - ) هو لاعب كرة قدم بريطاني (وحمل سابقاً جنسية المملكة المتحدة لبريطانيا العظمى وأيرلندا) في مركز الدفاع. لعب مع هدرسفيلد تاون.